# زايد بن سلطان آل نهيان
زايد بن سلطان بن زايد بن خليفة بن شخبوط بن ذياب بن عيسى بن نهيان آل نهيان (6 مايو 1918 - 2 نوفمبر 2004) أول رئيس لدولة الإمارات العربية المتحدة. كان له دور كبير في توحيد الدولة مع الشيخ راشد بن سعيد آل مكتوم وتحقق لهم ذلك في 2 ديسمبر 1971 وأسس أول فدرالية عربية حديثة. عمل الشيخ زايد مع الشيخ جابر الأحمد الصباح على إنشاء مجلس التعاون الخليجي فاستضافت أبوظبي في 25 مايو عام 1981 أول اجتماع قمة لمجلس التعاون لدول الخليج العربي. تولى حكم إمارة أبوظبي خلفاً لأخيه شخبوط في عام 1966، خلفه في حكم إمارة أبو ظبي ابنه الشيخ خليفة بن زايد آل نهيان وانتخبه المجلس الأعلى للاتحاد رئيسا للدولة. استطاع في عهده خلق ولاء للكيان الاتحادي عوضاً عن الولاء للقبيلة أو الإمارة وترسيخ مفهوم الحقوق والواجبات لدى المواطن. كما قام الشيخ زايد خلال أربعة عقود بإنفاق بضعة مليارات الدولارات في مساعدة قرابة الأربعين دولة فقيرة. كما كان له دور كبير في حل المشاكل العربية، ساعد أيضاً كوسيط سلام بين سلطنة عمان وجمهورية اليمن الديمقراطية الشعبية (جنوب اليمن) أثناء النزاعات الحدودية في عام 1980 وأيضاً نجحت وساطته في التوصل إلى حل لخلاف بين مصر وليبيا.

## نشأته

### بداياته
ولد الشيخ زايد عام 1918 في مدينة أبو ظبي بقصر الحصن وسُمّي على اسم جده الشيخ زايد بن خليفة آل نهيان (زايد الأول) حاكم إمارة أبوظبي من عام 1855 إلى عام 1909، وهو أصغر أبناء الشيخ سلطان بن زايد بن خليفة آل نهيان الأربعة من زوجته الشيخة سلامة بنت بطي القبيسي.
حين بلغ الرابعة من عمره وتحديدًا في عام 1922، تولّى والده الشيخ سلطان بن زايد آل نهيان مقاليد الحكم، واستطاع خلال فترة حكمه تحسين علاقاته بدول الجوار وتعزيز مكانته بين مواطنيه بالرغم من قصر مدة حكمه. كان الشيخ زايد مواظبًا على حضور مجلس والده الذي كان يستقبل المواطنين، ويستمع إلى همومهم، ويشاركهم معاناتهم في زمن كانت فيه تجارة اللؤلؤ ورحلات الصيد المصدر الوحيد للدخل في المنطقة، وكان يطرح دومًا الأسئلة على أبيه؛ ليزداد بذلك وعيه وإدراكه.

### تعليمه
تلقى تعليمه من الكُتّاب والذي كان منتشرًا في البلاد آنذاك، بدأ رحلة التعليم في سن الخامسة على يد «المطاوعة»، وهم الشيوخ الذين يدرسون القرآن الكريم والحديث الشريف وأصول الدين واللغة العربية.

## حياته السياسية
تولى الشيخ زايد عدداً من المهام السياسية قبل قيام الاتحاد منها:

### حكم الشيخ زايد لمدينة العين

الشيخ زايد في منتصف الأربعينيات

تولى الشيخ زايد حكم العين عام 1946 ولم تكن ندرة الماء والمال وقلة الإمكانيات حجر عثرة أمام تطوير مدينة العين، بفضل تلك التوجهات فقد افتتحت في عام 1959 أول مدرسة بالعين حملت اسم المدرسة النهيانية كما تم إنشاء أول سوق تجاري وشبكة طرق ومشفى طبي، ولعل أبرز ما تحقق في تلك الفترة الصعبة من تاريخ مدينة العين القرار الذي أصدره الشيخ زايد بن سلطان آل نهيان والقاضي بإعادة النظر في ملكية المياه وجعلها على ندرتها متوفرة للجميع بالإضافة إلى تسخيرها لزيادة المساحات الزراعية
ويقول كلود موريس في كتابه (صقر الصحراء) على لسان العقيد هيوبوستيد الممثل السياسي البريطاني الذي عاش فترة طويلة بالمنطقة قوله:
| زايد بن سلطان آل نهيان | "لقد دهشت دائمًا من الجموع التي تحتشد دوما حول الشيخ زايد وتحيطه باحترام واهتمام وقد شقَّ الينابيع لزيادة المياه لري البساتين، وكان الشيخ زايد يجسد القوة مع مواطنيه من عرب البادية الذين فكان يشاركهم حفر الآبار وإنشاء المباني وتحسين مياه الأفلاج والجلوس معهم ومشاركتهم الكاملة في معيشتهم وفي بساطتهم كرجل ديمقراطي لا يعرف الغطرسه أو التكبر، وصنع خلال سنوات حكمه في العين شخصية القائد الوطني بالإضافة إلى شخصية شيخ القبيلة المؤهل فعلا لتحمل مسؤوليات القيادة الضرورية" | زايد بن سلطان آل نهيان |

في عام 1953 بدأ زايد رحلة حول العالم يعزز فيها من خبرته السياسية، ويطلع من خلالها على تجارب أخرى للحكم والعيش، فزار بريطانيا ومن ثم الولايات المتحدة وسويسرا ولبنان والعراق ومصر وسوريا والهند وباكستان وفرنسا، وقد زادته هذه التجربة اقتناعًا بمدى الحاجة لتطوير الحياة في الإمارات، والنهوض بها بأسرع وقت ممكن؛ للحاق بركب تلك الدول.

### حكم الشيخ زايد لأبوظبي

لحظة رفع العلم الإماراتي في 2 ديسمبر 1971م

في مايو 1962 وأمام الضغوط الهائلة التي تلقاها الشيخ شخبوط، قرر السماح للشيخ زايد في مساعدته على إدارة شؤون أبوظبي، لذا سعى الشيخ زايد على مدى أربع سنوات في الفترة من 1962 إلى 1966 لتحسين الأوضاع في الإمارة من ناحية والمضي قدماً بكل العزم والتصميم في تنفيذ برنامجه التنموي من ناحية أخرى. تولى الشيخ زايد مقاليد الحكم في إمارة أبوظبي في 6 أغسطس 1966 بإجماع وموافقة من العائلة الحاكمة خلفا لشقيقه الشيخ شخبوط بن سلطان آل نهيان. وتمكّن الشيخ زايد من تحقيق إصلاحات واسعة، منها تطوير قطاعات التعليم والرعاية الصحية والإسكان الشعبي وتحديثها، وتطوير المدن بوجه عام. قام الشيخ زايد بإنهاء حقبة طويلة من العداء المستحكم بين أبوظبي وقطر. وكان من أول القرارات التي اتخذها أن أصدر مرسوماً يقضي بإصدار طوابع بريدية.
تولى الشيخ زايد أيضاً بناء مؤسسات الدولة من نظام إداري ودوائر حكومية والتي اعتمد فيها على عناصر من الأسرة الحاكمة ومن خارج الأسرة. كما أتاح فرص التعليم لآلاف الطلبة مكنتهم من الالتحاق بأفضل الجامعات في الخارج.

### توليه حكم الاتحاد
في عام 1965 م أسس مكتب للتطوير في دبي وأسهمت بريطانيا فيه بمبلغ نصف مليون جنيه إسترليني. ويتبع مكتب التطوير دوائر أصبحت في ما بعد نواة الحكومة الاتحادية ووزارتها في المستقبل. وهذه الدوائر هي: دائرة الزراعة والثروة الحيوانية، دائرة التعليم الفني، دائرة البعثات، دائرة الصحة، دائرة الأشغال العامة، دائرة الثروة السمكية.
وعندما تولى الشيخ زايد بن سلطان آل نهيان حكم إمارة أبو ظبي، قدم مليوني جنيه إسترليني. وكان هذا المبلغ الذي قدمته أبو ظبي هو نصف ميزانية المكتب في هذا العام. وفي عام 1968 م، ساهمت أبو ظبي بنسبة 90 % من هذه الميزانية. أما في العام التالي (1969 م)، فقد تحملت أبو ظبي 95 % من ميزانية المكتب.
كان الشيخ زايد أول من نادى بالاتحاد بعد الإعلان البريطاني عن نية الاحتلال الجلاء عن الإمارات في يناير 1968 وذلك بحلول عام 1971، فرأى الحاجة إلى إقامة كيان سياسي موحد له كلمة قوية ومسموعة في المحافل الدولية، وقادر على تقديم الحياة الأفضل لمواطنيه.
فبدأت الحركة المكوكية للشيخ زايد وكان اجتماع (السمحة) البذرة الأولى لبناء الاتحاد، حيث تم الاتفاق على تنسيق الأمن والدفاع والخارجية والخدمات الصحية والتعليمية وتوحيد الجوازات بين الشقيقتين دبي وأبوظبي.
وفي عام 1969 انتخب رئيسًا للاتحاد التساعي الذي ضم الإمارات السبعة وقطر والبحرين، وبانسحاب الأخيرتين تم الإعلان عن قيام دولة الإمارات العربية المتحدة في 2 ديسمبر 1971 بست إمارات انضمت لها رأس الخيمة في 10 فبراير 1972 م ليكتمل النصاب وتعم الفرحة أرجاء البلاد، وانتخب رئيسًا للاتحاد وقائدًا أعلى للقوات المسلحة.
عمل زايد على بناء المؤسسات الاتحادية وبناء القوات المسلحة

## العلاقات الخارجية
أسس سياسة خارجية متميزة تتسم بالحكمة والاعتدال، والتوازن، ومناصرة الحق والعدالة، وتغليب لغة الحوار والتفاهم في معالجة كافة القضايا كما قامت على السلام، منطلقاً من إيمانه بأن السلام حاجة ملحة للبشرية جمعاء

### العلاقة مع المملكة العربية السعودية

الشيخ زايد مع الملك فيصل بن عبد العزيز آل سعود 1974م

كانت هناك بعض الخلافات الحدودية مع المملكة العربية السعودية ولم تحل إلا باتصالات مباشرة بين الشيخ زايد والملك فيصل بن عبد العزيز حيث توصل الجانبان إلى توقيع معاهدة سنة 1974 والتي رسمت الحدود بين البلدين

### العلاقة مع الولايات المتحدة
كان للشيخ زايد علاقات خارجية لا سيما الولايات المتحدة بحكم موقعها الدولي، بطريقة لا تتعارض مع مبادئه وثوابتها الأولى· وقد كانت دولة الإمارات العربية المتحدة في السابع عشر من ديسمبر عام 1991 إحدى الدول التي صوتت ضد إلغاء قرار الأمم المتحدة رقم 2279 والقاضي بأن الصهيونية شكل من أشكال العنصرية، كما رفضت الإمارات المشاركة في المؤتمر الاقتصادي لتنمية الشرق الأوسط وشمال أفريقيا الذي عقد في الدوحة عام، 1997 بالرغم من الضغوط الأميركية التي كانت تدفع نحو المشاركة في هذا المؤتمر، بالإضافة إلى موقفها الواضح والصريح تجاه الحقوق الفلسطينية وحق الدفاع عن النفس، ودعوتها المستمرة للولايات المتحدة إلى القيام بدور الوسيط النزيه في مفاوضات السلام، وعدم الكيل بمكيالين في محاربة الإرهاب الدولي فيما يخص الممارسة الصهيونية ضد الفلسطينيين، وهي المواقف التي توافقت تماما مع توجهاته في السياسة الخارجية·

### حرب أكتوبر
كان الملك فيصل بن عبد العزيز والشيخ زايد أول من استخدم سلاح النفط كسلاح في مواجهة تدفق السلاح على الجسر الجوي الأمريكي إلى «إسرائيل»، وفي محاولة من جانبه لتغيير سير المعركة، ما أثر في الموقف الدولي لمصلحة العرب، حيث أوفد الشيخ زايد وزير البترول في الإمارات إلى مؤتمر وزراء البترول العرب، لبحث استخدام البترول في المعركة.
وبينما كان الوزراء العرب أصدروا قرارهم بخفض الإنتاج بنسبة 5% كل شهر، فقال الشيخ زايد 
| زايد بن سلطان آل نهيان | "إن البترول العربي ليس أغلى من الدم العربي" | زايد بن سلطان آل نهيان |

فأصدر أوامره لوزير البترول بأن يعلن في الاجتماع الوزاري باسمه فورًا قطع البترول نهائيًا عن الدول التي تساند إسرائيل، ما شكل ضغطًا كاملًا على القرار الدولي بالنسبة للمعركة، التي اعتبرها حرب التحرير، فيما وصلت رؤية الشيخ زايد إلى العالم العربي التي كانت تتطلع إلى النصر وتحرير الأراضي العربية، ليؤكد للعرب أن من بين الحكام العرب هناك من خرج ليضحي في سبيل حسم المعركة لمصلحة نصرة الأمة العربية.
وقد سُئل الشيخ زايد في هذا الوقت من أحد الصحافيين الأجانب «ألا تخاف على عرشك من الدول الكبرى؟»، فقال:
| زايد بن سلطان آل نهيان | "إن أكثر شيء يخاف عليه الإنسان هو روحه، وأنا لا أخاف على حياتي، وسأضحي بكل شيء في سبيل القضية العربية، واستطرد "أنني رجل مؤمن، والمؤمن لا يخاف إلا الله" | زايد بن سلطان آل نهيان |

كما كان الشيخ زايد من أول زعماء العرب الذين وجهوا بضرورة الوقوف إلى جانب مصر في معركتها المصيرية ضد إسرائيل، مؤكداً أن «المعركة هي معركة الوجود العربي كله ومعركة أجيال كثيرة قادمة علينا أن نورثها العزة والكرامة».
وقدّم الشيح زايد الدعم لمصر في حرب أكتوبر، وبحسب ما أكده الرئيس السابق لهيئة عمليات القوات المسلحة المصرية اللواء عبد المنعم سعيد، فإن الشيخ زايد قدم الدعم الاقتصادي لمصر عقب نكسة يونيو 1967 التي سُميت حرب الأيام الستة، والتي شنت خلالها إسرائيل هجمات على عدد من الدول العربية (مصر وسوريا والأردن) واحتلت كل سيناء وقطاع غزة والضفة الغربيةوالجولان، حتى تم استئناف الجهود المصرية في إعادة بناء الجيش وترتيب أوراقها من جديد.
ويذكر أستاذ العلاقات الدولية بكلية الاقتصاد والعلوم السياسية بجامعة القاهرة د. محمد حسين، أنه بجانب وضع الإمارات لإمكانيتها المادية في خدمة جبهات الصراع العربي الإسرائيلي، فإن زايد أمدّ مصر بعدد كبير من غرف إجراء العمليات الجراحية المتنقلة، التي أمر بشراء كل المعروض منها في جميع أنحاء أوروبا وإرسالها مع مواد طبية وعدد من عربات الإسعاف وتموينية بصورة عاجلة مع بدء الحرب، كل ذلك دون أي مقابل.
واستعرض رئيس مركز الدراسات السياسية والإستراتيجية اللواء علاء بازيد، ذلك الدور الذي لعبته دولة الإمارات في دعم حرب 1973 دولياً وحشد التأييد لها من خلال المؤتمر الذي عقده الشيخ زايد في لندن وكان له صداه الدولي على شعوب العالم الرافضة للاحتلال، مشيراً إلى أن دولة الإمارات في ذلك الوقت فرضت على موظفيها التبرع بمرتب شهر كامل لصالح دعم مصر.

### حرب الخليج الأولى
رفض الشيخ زايد اعتبار قضية الجزر الإماراتية الثلاث المحتلة من قبل إيران ذريعة للعراق في استمرار الحرب مع إيران. ولقد كان لدولة الإمارات العربية المتحدة موقف عبرت عنه من خلال مشروع الشيخ زايد بن سلطان آل نهيان الهادف إلى وقف الحرب العراقية ـ الإيرانية. والذي يتلخص في أن يفوض القادة العرب في مؤتمر القمة القادم في عمان ثلاثة رؤساء من الذين يتصفون بموقف محايد للسعي بين إيران والعراق، وأكدوا لإيران أن هذا الوفد يضمن حقوق الطرفين وأنهم لا يمثلون أنفسهم بل القادة العرب كلهم، فإذا قبلت الوساطة تنسحب القوات ويتم وقف إطلاق النار، عندئذ يجري التحكيم من محكمين مقبولين ومن يثبت عليه الحق لجاره يكون القادة العرب كفلائه وضامنيه. وجاءت موافقة إيران مشروطة بأن تنهي دول مجلس التعاون ما اسمته بتأييدها للعراق

### حرب الخليج الثانية
خرج العديد من الكويتيين من بلادهم في أعقاب الغزو العراقي لها واستقبلهم الشعب الإماراتي وأمر الشيخ زايد بتوفير السكن لهم ومنحهم مساعدات مالية بالإضافة إلى إعفائهم من دفع أي رسوم للعلاج الطبي. وخلال الحرب لجأ 66 ألف كويتي إلى الإمارات.

## أهم أعماله وإنجازاته

### صانع الاتحاد
وحّد مع الشيخ راشد بن سعيد آل مكتوم دولة الإمارات العربية المتحدة فقد بدأت اتحادا بين إماراتيهما أبوظبي ودبي (في اجتماع السميح)، المشاركة معاً في أداء الشؤون الخارجية، والدفاع، والأمن، والخدمات الاجتماعية، وتبنّي سياسة مشتركة لشؤون الهجرة على أن يدعوا باقي حكام الإمارات لهذه الوحدة، فلبوهم في 2 ديسمبر من 1971.

### مجلس التعاون لدول الخليج العربية
كان لدى الشيخ زايد والشيخ جابر الأحمد الصباح توجه وحدوي بدأ بفكرة إنشاء مجلس التعاون لدول الخليج العربية وتحقق ذلك في 25 مايو 1981م في أبوظبي بالإمارات العربية المتحدة. تم اختيار زايد بالإجماع أول رئيس للمجلس الأعلى لمجلس التعاون لدول الخليج العربية، وأول رئيس دولة يوقع على ميثاق المجلس.

### حماية البيئة
وخلال أعوام الستينيات، استضافت دولة الإمارات العربية المتحدة اتحاد رعاية حقوق الحيوان، ثم في عام 1976، عقدت الإمارات وللمرة الأولى المؤتمر الدولي للصيد بالصقور واستبقائها، وتمخض المؤتمر عن إصدار قانون بحظر الصيد باستخدام المتفجرات. وبحلول عام 1983 فرض حظرًا على الصيد بالأسلحة النارية في الإمارات العربية المتحدة. وقد حققت الإمارات نجاحا ملحوظا على صعيد تكاثر المها العربية في الأسر بعد إحضار عدد من الحيوانات المتبقية منها في الحياة البرية في بداية الستينات وذلك بناء على تعليمات الشيخ زايد بن سلطان آل نهيان. وبات مستقبل هذا النوع من الكائنات مضمونا حاليا بعد أن كان قد وصل إلى حافة الانقراض. الإمارات العربية المتحدة موطن ما يزيد على 3000 من حيوانات المها العربية (Oryx). كما أمر أيضا بغرس ما يزيد على 140 مليون شجرة في جميع أنحاء الدولة.

### حفظ السلام والعمل الخيري
ساند الشيخ زايد كلاً من مصر وسوريا في حرب 1973 من أجل تحرير الأراضي العربية المحتلة في فلسطين، وقام بقطع إمدادات النفط بصفته سلاحاً فعالاً، كما ألقى ببيانه الشهير الذي قال فيه: «إن النفط العربي ليس أغلى من الدم العربي». في أكتوبر 1980 نادى الشيخ زايد بعقد قمة عربية لإنقاذ لبنان من الحرب الأهلية، التي كانت دائرة بين طوائفها المختلفة. وأثناء الغزو العراقي لدولة الكويت عام 1991، كان الشيخ زايد من أوائل القادة العرب الذين نادوا بالمصالحة، كما رحّب أيضا بلجوء العائلات الكويتية إلى دولته، وتجلّى أيضا اهتمامه بحفظ السلام في مشاركة دولة الإمارات في عملية «استعادة الأمل» في الصومال، التي قادتها الأمم المتحدة في عام 1992، وفي جهود الوساطة التي بذلها أيضا عندما اندلعت الحرب الأهلية في اليمن في عام 1994.
على الصعيد الدولي كانت مشاركة دولة الإمارات في مهمة حفظ السلام في كوسوفو بقيادة «حلف الناتو» عام 1998.
كما كان له دور كبير في تنمية عدد من المشروعات الخيرية والتنموية في المناطق المغربية، لفائدة فئات معوزة. كما ساهم في مشروع إعادة بناء سد مأرب القديم في اليمن في عام 1986، كما قام بتمويل شبكة إضافية من القنوات لتوزيع المياه على الحقول مما حول المنطقة إلى نموذج للتنمية الزراعية.

## أشعاره
للشيخ زايد اهتمام خاص بالشعر النبطي والأدب الشعبي والشعر البدوي، وكان له العديد من الأشعار في الفخر والحكمة والغزل وجميع أنواع الشعر العربي الأصيل.

### في الكتب
قد أصدرت لجنة إدارة المهرجانات والبرامج الثقافية والتراثية بدولة الإمارات، وبالشراكة والتعاون مع شركة أبوظبي للإعلام، كتاب «تأملات في أقوال وأشعار الشيخ زايد» باللغتين العربية والفرنسية، وذلك بمناسبة تنظيم فعاليات الملتقى الإماراتي الفرنسي في منظمة اليونسكو تحت شعار «زايد شاعر السلام والإنسانية»، والذي يقدم نموذجاً عن الشعر النبطي، الذي يمتاز بألفاظه وصياغاته وإيقاعاته الخاصّة، ويكشف عن الأهداف الإنسانية السامية في أشعار الشيخ زايد بن سلطان آل نهيان 

### من أشعاره
قصيدة «الصقور المخلصين» والتي يقول فيها:
وقصيدة «العدل يعدل براعيه»:

## الجوائز التي حصل عليها
- أبطال الأرض - من قبل برنامج الأمم المتحدة للبيئة عام 2005[51]
- الوثيقة الذهبية: 1985 من قبل المنظمة الدولية للأجانب في جنيف.[52]
- رجل العام:1988 من قِبل هيئة (رجل العالم) في باريس.
- وشاح جامعة الدول العربية: 1993 – وشاح رجل الإنماء والتنمية.
- الوسام الذهبي للتاريخ العربي: 1995 من قِبل جمعية المؤرخين المغاربة.
- الشخصية الإنمائية: 1995–استطلاع لمركز الشرق الأوسط للبحوث والدراسات الإعلامية-جدة.
- درع العمل: 1996 من قِبل منظمة العمل العربية.
- جوائز أعمال الخليج:1996
- شهادة الباندا الذهبية: 1997 من قِبل الصندوق العالمي لصون الطبيعة.
- وسام المحافظة على البيئة الباكستاني:1997 من قِبل الرئيس الراحل فاروق ليغاري.
- زايد داعية البيئة: 1998 من قِبل منظمة المدن العربية – الدورة السادسة في الدوحة.
- أبرز شخصية عالمية 1998 : من قِبل هيئة (رجل العام) – باريس.
- زايد شخصية العام 1999 الإسلامية: من قِبل لجنة جائزة دبي الدولية للقرآن الكريم.[53]
- زايد رجل البيئة لعام 2000 : يوم البيئة العالمي 5 مايو 2000 – معهد الجودة اللبناني.
- ميدالية اليوم العالمي للأغذية: منظمة الأغذية والزراعة (الفاو) -2001.
- جائزة كان الكبرى للمياه: 2001 من قِبل منظمة شبكة البحر الأبيض المتوسط التابعة لليونسكو للموارد البيئية والتطوير المستدام والسلام.[54]

## وفاته
توفي الشيخ زايد في 2 نوفمبر 2004 الموافق 19 رمضان 1425هـ عن عمر يناهز 86 عامًا، وبدأت مراسم التشييع التي شارك بها العديد من رؤوساء الدول العربية والإسلامية بأداء صلاة الجنازة في مسجد الشيخ سلطان بن زايد، ثم سار موكب الجنازة من تقاطع شارع الخليج العربي مع شارع السعادة في حوالي الساعة الرابعة عصر الأربعاء 03 نوفمبر 2004 حتى مسجد الشيخ زايد حيث ووري جثمانه الثرى هناك. خيم الحزن الشديد على المدن الإماراتية وصدرت الصحف الإماراتية باللونين الأبيض والأسود باستثناء صورة الشيخ زايد.
أعلنت دولة الإمارات الحداد لمدة 40 يوما وتنكيس الأعلام، وقررت تعطيل العمل في الوزارات والمؤسسات الحكومية ثمانية أيام وفي القطاع الخاص ثلاثة أيام. كما أعلنت الحكومة السورية الحداد الرسمي لمدة ثلاثة أيام وتنكيس الأعلام على الدوائر الرسمية والسفارات والبعثات السورية الدبلوماسية في الخارج، وفي الأردن أعلن الحداد الوطني ثلاثة أيام في حين أعلنت الأسرة المالكة الحداد 40 يوما وتقرر تعطيل الدوائر الرسمية، وأعلن في البحرين الحداد 40 يوما وتعطيل العمل في الوزارات والمؤسسات الحكومية ثلاثة أيام، كما أعلنت السلطة الفلسطينية الحداد العام ثلاثة أيام، فيما أعلن العراق ولبنان ومصر واليمن والمغرب وليبيا والجزائر الحداد الوطني ثلاثة أيام. ونكست الأمم المتحدة ومنظماتها الأعلام.
نعى الأمين العام للجامعة العربية عمرو موسى الشيخ زايد، ووصفه بأنه فارس نبيل وزعيم عربي حقيقي مؤمن بالقومية. نعاه أيضا الرئيس الفرنسي الراحل جاك شيراك ووصفه بأنه "رجل السلام". كما قدم واجب العزاء رؤساء كل من الهند وسريلانكا وباكستان.
في 3 نوفمبر 2004 تولى ابنه الشيخ خليفة بن زايد آل نهيان حكم إمارة أبو ظبي وانتخبه المجلس الأعلى للاتحاد رئيساً للدولة.

## حياته الخاصة

### نسبه
زايد بن سلطان بن زايد بن خليفة بن شخبوط بن ذياب بن عيسى بن نهيان بن فلاح بن هلال بن فلاح بن محمد بن سلطان بن محمد بن هلال بن جبلة بن أحمد بن إياس بن عبد الأعلم بن برسم بن الأسعد بن حبيب بن عمرو بن كاهل بن أسلم بن تدول بن تيم اللات بن رفيدة بن ثور بن كلب بن وبرة بن تغلب بن حلوان بن عمرو بن الحافي بن قضاعة.
واختُلف في نسب قضاعة:
- فقيل: هو قضاعة بن مالك بن حمير بن سبأ بن يشجب بن يعرب بن قحطان [66]
- وقيل: قضاعة بن معد بن عدنان

### زوجاته وأبناؤه
يبلغ عدد أبناء الشيخ زايد بن سلطان آل نهيان 19 من الذكور و 11 من الإناث ويتولون عددا من المناصب المهمة في دولة الإمارات أما زوجاته فهن:
- علياء بنت محمد الشامسي، أولى زوجاته، تزوجها عام 1936، توفيت سنة 1985. أنجب منها 4 أطفال توفوا وهم صغار.[71]
- فاطمة بنت عبيد المهيري (توفيت في 14 ديسمبر 2014)،[72] أنجب منها:

1. سلامة بنت زايد آل نهيان، متزوجة من: الشيخ سلطان بن شخبوط بن سلطان بن زايد آل نهيان.

- حصة بنت محمد بن خليفة بن زايد الأول آل نهيان (توفيت في 28 يناير 2018).[73] أنجب منها:

1. خليفة بن زايد آل نهيان (7 سبتمبر 1948 - 13 مايو 2022): رئيس دولة الإمارات العربية المتحدة السابق وحاكم إمارة أبوظبي السابق.

- شيخة بنت معضد المشغوني، أنجب منها:

1. سلطان بن زايد ال نهيان (1 ديسمبر 1956 - 18 نوفمبر 2019).

- فاطمة بنت مبارك الكتبي، أنجب منها:

1. محمد بن زايد آل نهيان: رئيس دولة الإمارات العربية المتحدة وحاكم إمارة أبوظبي.
2. حمدان بن زايد آل نهيان: ممثل الحاكم في منطقة الظفرة، رئيس هيئة الهلال الأحمر الإماراتي، نائب رئيس مجلس الوزراء وزير الدولة للشؤون الخارجية سابقاً.
3. هزاع بن زايد آل نهيان: نائب حاكم إمارة أبوظبي، مستشار الأمن الوطني سابقاً ونائب رئيس اللمجلس التنفيذي لإمارة أبوظبي سابقاً.
4. طحنون بن زايد آل نهيان: نائب حاكم أبوظبي، مستشار الأمن الوطني، رئيس هيئة الطيران الأميري سابقاً.
5. منصور بن زايد آل نهيان: نائب رئيس دولة الإمارات العربية المتحدة، نائب رئيس مجلس الوزراء رئيس ديوان الرئاسة، رئيس دائرة القضاء بإمارة أبوظبي.
6. عبد الله بن زايد آل نهيان: وزير الخارجية.
7. شما بنت زايد آل نهيان، متزوجة من: الشيخ سرور بن محمد بن بن خليفة بن زايد آل نهيان.
8. اليازية بنت زايد آل نهيان، متزوجة سابقا ومطلقة من: الشيخ حمد بن حمدان بن محمد بن خليفة بن زايد آل نهيان

- مــوزة بنت سهيل الخييلي، أنجب منها:

1. سيف بن زايد آل نهيان، وزيرالداخلية.
2. حامد بن زايد آل نهيان.
3. عمر بن زايد آل نهيان.
4. أحمد بن زايد آل نهيان (1969  - 26 مارس 2010).
5. خالد بن زايد آل نهيان.
6. شمسة بنت زايد آل نهيان، متزوجة من: طحنون بن محمد بن خليفة بن زايد آل نهيان ممثل الحاكم في المنطقة الشرقية.
7. عفراء بنت زايد آل نهيان، متزوجة سابقا ومطلقة من: سيف بن محمد بن خليفة بن زايد آل نهيان

- عائشة بنت علي الدرمكي، أنجب منها:

1. سعيد بن زايد آل نهيان، (1965 - 27 يوليو 2023).
2. نهيان بن زايد آل نهيان
3. فلاح بن زايد آل نهيان
4. ذياب بن زايد آل نهيان
5. لطيفة بنت زايد آل نهيان، متزوجة سابقا ومطلقة من: الشيخ طحنون بن سعيد بن شخبوط بن سلطان بن زايد.
6. موزة بنت زايد آل نهيان، متزوجة من: الشيخ محمد بن حمدان بن حمدان بن زايد آل نهيان
7. وديمة بنت زايد آل نهيان، متزوجة من: الشيخ سلطان بن طحنون بن محمد بن خليفة بن زايد آل نهيان
8. شيخة بنت زايد آل نهيان، متزوجة من: الشيخ المر بن مكتوم بن جمعة بن مكتوم بن حشر آل مكتوم
9. ميثاء بنت زايد آل نهيان، متزوجة من: سلطان بن محمد بن خالد بن سلطان بن زايد آل نهيان

- آمنة بنت صالح الدرمكي، أنجب منها:

1. عيسى بن زايد آل نهيان
2. ناصر بن زايد آل نهيان
3. روضة بنت زايد آل نهيان

### هواياته
الصيد والرماية، وسباقات الهجن وركوب الخيل

## مؤسسات وأماكن وجوائز باسمه
- جائزة الشيخ زايد للكتاب
- جائزة الشيخ زايد الدولية للبيئة
- برنامج الشيخ زايد للإسكان
- مؤسسة زايد للأعمال الخيرية والإنسانية
- مسجد الشيخ زايد
- جامعة زايد
- مطار زايد الدولي
- طريق الشيخ زايد بن سلطان آل نهيان، وهو إحدى الطرق الدائرية الرئيسة السبعة في الكويت.[74]
- مدينة الشيخ زايد في مصر.
- صرح زايد المؤسس
- جائزة القائد المؤسس.

## عام زايد
في الذكرى المئوية لميلاد زايد بن سلطان آل نهيان أعلن الشيخ خليفة بن زايد آل نهيان أن عام 2018 في دولة الإمارات العربية المتحدة سيحمل شعار «عام زايد».

## وصلات خارجية
- زايد بن سلطان آل نهيان على موقع الموسوعة البريطانية (الإنجليزية)
- زايد بن سلطان آل نهيان على موقع مونزينجر (الألمانية)

- موقع الشيخ زايد بن سلطان آل نهيان
- من أقوال الشيخ زايد
- الموقع الرسمي للشيخ زايد
- البحث التعاوني - الشيخ زايد بن سلطان آل نهيان
- قاعة محاضرات الشيخ زايد، في كلية الاقتصاد بلندن

| زايد بن سلطان آل نهيان آل نهيانولد: 1918 توفي: 2 نوفمبر 2004 |                                                                  |                             |
| منصب                                                         |                                                                  |                             |
| سبقه شخبوط بن سلطان آل نهيان                                 | حاكم أبو ظبي 6 أغسطس 1966 – 2 نوفمبر 2004                        | تبعه خليفة بن زايد آل نهيان |
| المناصب السياسية                                             |                                                                  |                             |
| سبقه لقب مستحدث                                              | رئيس دولة الإمارات العربية المتحدة 2 ديسمبر 1971 – 2 نوفمبر 2004 | تبعه خليفة بن زايد آل نهيان |